# Nicholas Hawksmoor
Nicholas Hawksmoor, britanski baročni arhitekt, * 1661, † 25. marec 1736.
V Londonu je načrtoval šest cerkva:
- St Alfege's Church, Greenwich
- St George's Bloomsbury
- Christ Church, Spitalfields
- St George in the East, Wapping
- St Mary Woolnoth
- St Anne's Limehouse